# Éliminatoires de la Gold Cup 2021
Navigation
Éliminatoires de la Gold Cup 2019 Éliminatoires de la Gold Cup 2023
Les éliminatoires de la Gold Cup 2021 déterminent les trois dernières équipes qualifiées pour la Gold Cup 2021.

## Équipes engagées
Les 12 équipes suivantes participent aux éliminatoires de la Gold Cup 2021 en raison de leurs résultats lors de la Ligue des nations 2019-2020.
- Les 4 équipes ayant terminées troisième de leur groupe de Ligue A entrent dans la compétition directement au second tour.

| Groupe | Troisièmes place  |
| ------ | ----------------- |
| A      | Cuba              |
| B      | Bermudes          |
| C      | Trinité-et-Tobago |
| D      | Haïti             |

- Les 4 équipes ayant terminées deuxième de leur groupe de Ligue B entrent dans la compétition au premier tour.

| Groupe | Deuxièmes                       |
| ------ | ------------------------------- |
| A      | Guyane                          |
| B      | Montserrat                      |
| C      | Guyana                          |
| D      | Saint-Vincent-et-les-Grenadines |

- Les 4 équipes ayant remporté leur groupe de Ligue C entrent dans la compétition au premier tour.

| Groupe | Vainqueurs |
| ------ | ---------- |
| A      | Barbade    |
| B      | Bahamas    |
| C      | Guatemala  |
| D      | Guadeloupe |

Le tirage au sort des matchs a lieu le 11 décembre 2019 à Miami.

## Format original
Les quatre vainqueurs de Ligue C rencontrent les quatre deuxièmes de Ligue B lors de matchs aller-retour en 2020. Puis, les quatre troisièmes de Ligue A rencontrent les quatre vainqueurs du premier tour lors de matchs aller-retour en 2020. Les 4 vainqueurs sont qualifiés pour la Gold Cup 2021.
| Premier tour | Premier tour | Premier tour                    | Deuxième tour | Deuxième tour     | Deuxième tour     |
| Match        | Équipe 1     | Équipe 2                        | Match         | Équipe 1          | Équipe 2          |
| ------------ | ------------ | ------------------------------- | ------------- | ----------------- | ----------------- |
| 1            | Guadeloupe   | Saint-Vincent-et-les-Grenadines | 5             | Vainqueur match 1 | Haïti             |
| 2            | Barbade      | Guyana                          | 6             | Vainqueur match 2 | Trinité-et-Tobago |
| 3            | Bahamas      | Guyane                          | 7             | Vainqueur match 3 | Bermudes          |
| 4            | Guatemala    | Montserrat                      | 8             | Vainqueur match 4 | Cuba              |

## Report des éliminatoires
Le 3 avril 2020, la CONCACAF annonce que la compétition est reportée à une date ultérieure, en raison de la pandémie de maladie à coronavirus.

## Nouveau format

### Tirage au sort
| Équipe            | Class. |
| ----------------- | ------ |
| Haïti             | 7      |
| Guatemala         | 9      |
| Trinité-et-Tobago | 12     |
| Cuba              | 14     |
| Guadeloupe        | 16     |
| Bermudes          | 17     |

| Équipe                          | Class. |
| ------------------------------- | ------ |
| Guyane                          | 18     |
| Guyana                          | 19     |
| Saint-Vincent-et-les-Grenadines | 23     |
| Barbade                         | 29     |
| Montserrat                      | 30     |
| Bahamas                         | 33     |

### Premier tour
| Match | Équipe 1          | Score | Équipe 2                        |
| ----- | ----------------- | ----- | ------------------------------- |
| 1     | Haïti             | 6 - 1 | Saint-Vincent-et-les-Grenadines |
| 2     | Guatemala         | 4 - 0 | Guyana                          |
| 3     | Trinité-et-Tobago | 6 - 1 | Montserrat                      |
| 4     | Cuba              | 0 - 3 | Guyane                          |
| 5     | Guadeloupe        | 2 - 0 | Bahamas                         |
| 6     | Bermudes          | 8 - 1 | Barbade                         |

| Match 1                            | Haïti                                                                                | 6 - 1   | Saint-Vincent-et-les-Grenadines | Drive Pink Stadium, Fort Lauderdale |                           |
| 2 juillet 202 16h30 (heure locale) | Nazon 26e (pen.) 59e Pierrot 33e Etienne 37e (pen.) Sutherland 72e (csc) Antoine 90e | (3 - 1) | 42e Edwards                     | Arbitrage : Oshane Nation           | Arbitrage : Oshane Nation |
| 2 juillet 202 16h30 (heure locale) | Rapport                                                                              |         |                                 | Arbitrage : Oshane Nation           | Arbitrage : Oshane Nation |

| Match 2                            | Guatemala                                                   | 4 - 0   | Guyana | Drive Pink Stadium, Fort Lauderdale |                                   |
| 3 juillet 202 21h30 (heure locale) | Greenidge 21e (csc) L. Martínez 54e Lom 71e J. Martínez 80e | (1 - 0) |        | Arbitrage : Juan Gabriel Calderón   | Arbitrage : Juan Gabriel Calderón |
| 3 juillet 202 21h30 (heure locale) | Rapport                                                     |         |        | Arbitrage : Juan Gabriel Calderón   | Arbitrage : Juan Gabriel Calderón |

| Match 3                            | Trinité-et-Tobago                                                  | 6 - 1   | Montserrat | Drive Pink Stadium, Fort Lauderdale |                         |
| 2 juillet 202 21h30 (heure locale) | Molino 21e (pen.) Joseph 35e Telfer 45+2e García 57e Moore 68e 82e | (3 - 0) | 55e Taylor | Arbitrage : Bryan López             | Arbitrage : Bryan López |
| 2 juillet 202 21h30 (heure locale) | Rapport                                                            |         |            | Arbitrage : Bryan López             | Arbitrage : Bryan López |

| Match 4                            | Cuba    | 0 - 3 (sur tapis vert) | Guyane | Drive Pink Stadium, Fort Lauderdale |
| 3 juillet 202 19h00 (heure locale) |         |                        |        |                                     |
|                                    | Rapport |                        |        |                                     |

| Match 5                            | Guadeloupe             | 2 - 0   | Bahamas | Drive Pink Stadium, Fort Lauderdale |                        |
| 3 juillet 202 16h30 (heure locale) | Phaëton 61e Mirval 67e | (0 - 0) |         | Arbitrage : Reon Radix              | Arbitrage : Reon Radix |
| 3 juillet 202 16h30 (heure locale) | Rapport                |         |         | Arbitrage : Reon Radix              | Arbitrage : Reon Radix |

| Match 6                            | Bermudes                                                                                | 8 - 1   | Barbade        | Drive Pink Stadium, Fort Lauderdale |                          |
| 2 juillet 202 19h00 (heure locale) | Wells 1re 14e 87e (pen.) Lambe 29e Leverock 39e Pearce 60e (csc) Crichlow 66e Lewis 67e | (4 - 1) | 45+1e Holligan | Arbitrage : Drew Fischer            | Arbitrage : Drew Fischer |
| 2 juillet 202 19h00 (heure locale) | Rapport                                                                                 |         |                | Arbitrage : Drew Fischer            | Arbitrage : Drew Fischer |

### Deuxième tour
| Match | Équipe 1          | Score              | Équipe 2   |
| ----- | ----------------- | ------------------ | ---------- |
| 7     | Haïti             | 4 - 1              | Bermudes   |
| 8     | Guatemala         | 1 - 1 (9 - 10) tab | Guadeloupe |
| 9     | Trinité-et-Tobago | 1 - 1 (8 - 7) tab  | Guyane     |

| Match 7                            | Haïti                                  | 4 - 1   | Bermudes  | Drive Pink Stadium, Fort Lauderdale |                         |
| 6 juillet 202 19h00 (heure locale) | Pierrot 23e 28e 35e · Nazon 87e (pen.) | (3 - 0) | 80e Wells | Arbitrage : Iván Barton             | Arbitrage : Iván Barton |
| 6 juillet 202 19h00 (heure locale) | Rapport                                |         |           | Arbitrage : Iván Barton             | Arbitrage : Iván Barton |

| Match 8                            | Guatemala | 1 - 1              | Guadeloupe | Drive Pink Stadium, Fort Lauderdale |                                |
| 6 juillet 202 21h30 (heure locale) | L. Martínez 17e | (1 - 1, 1 - 1)     | 6e Phaëton | Arbitrage : Fernando Hernández      | Arbitrage : Fernando Hernández |
| 6 juillet 202 21h30 (heure locale) | Rapport |                    | | Arbitrage : Fernando Hernández      | Arbitrage : Fernando Hernández |
| 6 juillet 202 21h30 (heure locale) | Ceballos · J. Martínez · Santis · Barrientos · Hernández · Pineda · Pinto · Saravia · Peleg · Gordillo · Jérez · Ceballos | Tirs au but 9 - 10 | Cavaré · Phaëton · Baron · Annerose · Solvet · Annette · Pineau · Hauterville · Moeson · Alphonse · Thuram · Cavaré | Arbitrage : Fernando Hernández      | Arbitrage : Fernando Hernández |

| Match 9                            | Trinité-et-Tobago                                                           | 1 - 1             | Guyane                                                                     | Drive Pink Stadium, Fort Lauderdale |                           |
| 6 juillet 202 16h30 (heure locale) | Molino 27e                                                                  | (1 - 1, 1 - 1)    | 44e Abelinti                                                               | Arbitrage : Ismail Elfath           | Arbitrage : Ismail Elfath |
| 6 juillet 202 16h30 (heure locale) | Rapport                                                                     |                   |                                                                            | Arbitrage : Ismail Elfath           | Arbitrage : Ismail Elfath |
| 6 juillet 202 16h30 (heure locale) | Muckette · Hackshaw · Peters · Fortune · Molino · Jones · Garcia · Gonzales | Tirs au but 8 - 7 | Vancaeyezeele · Atchaliso · Evens · Baal · Éric · Adam · Marigard · Rimane | Arbitrage : Ismail Elfath           | Arbitrage : Ismail Elfath |

### Classement des équipes non-qualifiées
Le 9 juillet 2021, la CONCACAF annonce que l'équipe de Curaçao déclare forfait après qu’un certain nombre de joueurs et de membres du personnel de la sélection ont subi des tests positifs à la Covid-19. Puis, la CONCACAF a annoncé sa décision dans un communiqué et a justifié le choix du Guatemala par le fait que ce soit l'équipe non-qualifiée la mieux classée lors des tours préliminaires,. L'équipe du Guatemala de football est alors repêchée et alors qualifiée en tant que meilleur perdant des éliminatoires. 
| Rang | Équipe                          | Pts | J | G | N | P | Bp | Bc | Diff |
| ---- | ------------------------------- | --- | - | - | - | - | -- | -- | ---- |
| 1    | Guatemala                       | 4   | 2 | 1 | 1 | 0 | 5  | 1  | +4   |
| 2    | Guyane                          | 4   | 2 | 1 | 1 | 0 | 4  | 1  | +3   |
| 3    | Bermudes                        | 3   | 2 | 1 | 0 | 1 | 9  | 5  | +4   |
| 4    | Bahamas                         | 0   | 1 | 0 | 0 | 1 | 0  | 2  | -2   |
| 5    | Cuba                            | 0   | 1 | 0 | 0 | 1 | 0  | 3  | -3   |
| 6    | Guyana                          | 0   | 1 | 0 | 0 | 1 | 0  | 4  | -4   |
| 7    | Montserrat                      | 0   | 1 | 0 | 0 | 1 | 1  | 6  | -5   |
| 8    | Saint-Vincent-et-les-Grenadines | 0   | 1 | 0 | 0 | 1 | 1  | 6  | -5   |
| 9    | Barbade                         | 0   | 1 | 0 | 0 | 1 | 1  | 8  | -7   |

## Statistiques et récompenses

### Classement des buteurs
4 buts     
- Nahki Wells
- Frantzdy Pierrot

3 buts    
- Duckens Nazon

2 buts   
- Matthias Phaëton
- Luis Martínez (en)
- Kevin Molino
- Reon Moore (en)

1 but  
- Hadan Holligan (en)
- Kane Crichlow (en)
- Reggie Lambe
- Dante Leverock
- Zeiko Lewis
- Arnold Abelinti
- Raphaël Mirval (en)
- Darwin Lom (en)
- José Carlos Martínez (en)
- Carnejy Antoine
- Derrick Etienne
- Lyle Taylor
- Kyle Edwards (en)
- Judah Garcia (en)
- Marcus Joseph (en)
- Ryan Telfer

1 but contre son camp  (csc)
- Krystian Pearce (en) (face aux Bermudes)
- Reiss Greenidge (en) (face au Guatemala)
- Jahvin Sutherland (es) (face à Haïti)

### Équipe-type
| Poste      | Joueurs                |
| ---------- | ---------------------- |
| Gardien    | Nicklas Frenderup (en) |
| Défenseurs | Ronan Hauterville (en) |
| Défenseurs | Gerardo Gordillo (en)  |
| Défenseurs | Aubrey David           |
| Milieux    | Ryan Telfer            |
| Milieux    | Derrick Etienne        |
| Milieux    | Kevin Molino           |
| Milieux    | Matthias Phaëton       |
| Attaquant  | Frantzdy Pierrot       |
| Attaquant  | Duckens Nazon          |
| Attaquant  | Nahki Wells            |

| Équipe nationale  | Nombre de joueurs |
| ----------------- | ----------------- |
| Trinité-et-Tobago | 4                 |
| Haïti             | 3                 |
| Guadeloupe        | 2                 |
| Bermudes          | 1                 |
| Guatemala         | 1                 |